# Pokolj na Kočevskom Rogu
Pokolj na Kočevskom Rogu označava pokolj kojeg su počinili partizani nakon završetka Drugog svjetskog rata kod Kočevskog roga. Bez suđenja masovno su ubijani vojnici i civili, među kojima je bilo najviše slovenskih domobrana kao i Hrvata, Srba, Crnogoraca te Talijana i Nijemaca. Desetljećima poslije pokolja vlasti su priječile dolazak stratištima na mjestu mnogobrojnih jama u šumama Kočevskog roga. O temi se prvi put javno u Sloveniji progovorilo u Mladini 1989. godine. 1993. godine održane su prve komemoracije. Tek koncem 1990-ih otvorenije se o toj temi progovorilo, najprije u Sloveniji. Prva istraživanja su poduzeta tek 2005. godine, otkad se provode sporadičnote se broj žrtava do danas ne zna. Do danas je iz jama ekshumirano nešto manje od 2.000 žrtava. 
Nakon što je Simo Dubajić, koji je zapovijedao izvršiteljima ubijanja u autobiografskoj knjizi "Život, greh i kajanje" iz 2006. godine i u intervjuima za medije priznao da je 1945. godine dobio zapovijed da pobije 30.000 ljudi, prema kojoj je zapovijedi on sa svojim ljudima doista i počinio masovna ubijanja zarobljenika, kasnije je govorio da je broj ljudi koji su naposljetku ubijeni bio 13.000, i da su svi bili Hrvati. On ipak govori da se u danima masovnih ubojstava stalno opijao, a opijali su se i neposredni počinitelji kojima je zapovijedao kako bi izdržali užas masovnog ubijanja koje su provodili, pa se detalja ne sjeća precizno. Prema Ivanu Gugiću, koji je kao vojnik 26. dalmatinske divizije sudjelovao u slaganju robe ubijenih - žrtve su svlačene prije pogubljenja, te su roba i druge njihove stvari potom otpremani željeznicom - prema količini odjeće i tvrdnjama neposrednih počinitelja s kojima je on tih dana razgovarao, procjenjuje da je žrtava, ubijenih u 8 dana krajem svibnja i početkom lipnja 1945. godine, ipak bilo više od 30.000.
Nekoliko mjeseci prije smrti Sime Dubajića 2009. god., bio je protiv njega pokrenut kazneni postupak. Protiv nikoga drugoga nije do danas pokrenuta istraga, makar je Simo Dubajić javno iznio imena nekih suučesnika, a i drugi očevici su imenovali učesnike ubijanja.
Slovenska istraživanja ukazuju da su nad nekim jamama vršena masovna pogubljena također i slovenskih domobrana.

## Izbor lokacije
Mjesto smaknuća izabrano je s razlogom. Veliko je - površine oko 500 četvornih kilometara, teško je pristupačno, šumovito, nenaseljeno, skrovito i mnogo je krških jama u koje se moglo baciti mnogo tijela. Jugokomunistička gerila dobro je poznavala područje: ovdje se je skrivalo slovensko partijsko i partizansko vodstvo na čelu s Edvardom Kardeljem većim dijelom 1943. i 1944. u t.zv. Bazi 20, skupa s manjom partizanskom postrojbom i ratnom bolnicom.
Prema slovenskim znanstvenicima, najviše tadašnjih hrvatskih žrtava na ovom je području u jamama Konfin i Kren. Poznatije jame s ovog područja za koje se drži da su poslužile kao poratna gubilišta su: Dobliške livade, Rugarski klanci, Dvojno brezno, Cinmk pri Križu i Ušiva jama.

## Svjedočenja
O pokolju su na radiju prvi neuvijeno progovorili - izvori na srpskom. Radilo se o programu britanske radijske postaje BBC-a na srpskom jeziku. Te je 1976. pisac knjige Jugoslovensko ratno proleće (Jugoslavensko ratno proljeće) Borivoj Karapandžić u razgovoru za emisiju tog radija neuvijeno rekao imena naredbodavaca i počinitelja. Novi je osvrt opet bio na BBC-u. Razgovarali su 1977. s Milovanom Đilasom o njegovoj knjizi Vreme ratno koja nije bila objavljena u Jugoslaviji. Đilas je tad nevoljko priznao da je bio jedan od naredbodavaca ovog pokolja, jer je bio član najvišeg partijskog tijela, politbiroa KPJ. Kasnije se kajao i taj je zločin nazvao besmislenom akcijom odmazde nad običnim, nevinim seljacima, koji su bježali od komunističkog nasilja. Ni on se nije ustručavao javno reći imena izvršitelja pokolja i dužnosti koje su poslije obnašali.
BBC nije stao na tome. U emisiji 1983. dali su recenziju članka grofa Nikolaja Tolstoja, britanskog povjesničara koji je izašao u časopisu Encounter. Ondje je naveo imena glavnih izvršitelja u ovom pokolju, među njima javno prozvavši stanovitu visoku jugoslavensku partijsku i državnu dužnosnicu. Tolstoj je o tome još detaljnije govorio 1990. na Radio Zagrebu u emisiji koja je trajala sat i pol, objavivši podatke koje mu je dva dana prije rekao Simo Dubajić. Tada je Dubajić objasnio svoju snagu za višednevno iscpljujuće ubijanje ljudi svojim mladalačkim komunističkim fanatizmom. Dubajić je još poslije istupao usmeno i pismeno, ponegdje su mu podatci bili nedosljedni, uz izljeve primitivizma, no unatoč tome rasvijetlio je okolnosti ovog pokolja, uključujući i dvojbe o zapovjednom lancu.
Vrijedan i detaljan opis događaja prikupio je Zoran Božić 1992. godine iz svjedočanstvo jednog sudionika tog pokolja danog 1992. godine. Taj počinitelj pokolja svjedočio je o svojim duševnim mukama nakon strašnog zločina u kojem je sudjelovao, a u kojem se prema njegovom kazivanju žrtvama prije bacanja u jamu čupalo zlatne zube. Taj počinitelj svjedoči da su se dragovoljci dva dana prije upućivanja na masovno stratište u Kočevskom rogu dva dana "zagrijavali" ubijanjem manjih skupina zarobljenika.
2002. godine objavljuje glasilo Hrvatskog informativnog centra "Dom i svijet" svjedočanstvo partizana Ivana Gugića, sačinjeno 1953. godine, u kojem svjedoči o formiranju postrojbe od oko 70 dragovoljaca iz sastava XI. dalmatinske brigade, koji su krajem svibnja 1945. godine na zapovijed stožera 26. dalmatinske divizije upućene na zadatak likvidiranja zarobljenika; Gugić je bio pripadnik čete koja je osiguravala širi prostor na kojem je ta posebna postrojba "najpouzdanijih komunista" ubijala zarobljenike. U prilično preciznom izlaganju, Gugić svjedoči da prema količini odjeće koja je poslije složena (zarobljenike se prije pogubljenja skidalo) proizlazi da je pobijeno oko 30.000 zarobljenika. Među pobijenima je bila grupa od oko 200 dječaka u dobi od 14 - 16 godina, a Gugić je vidio i grupu od 10 do 15 žena, koje su na samom stratištu svučene do gola prije ubijanja i silovane od krvnika. Većina žrtava ubijena je pucanjem u zatiljak, a neki su u jamu bacani i živi. Uz ustaše i domobrane, među pobijenima je bilo i četnika i slovenskih "belogardejaca", te nešto njemačkih vojnika i časnika. Kao organizatore operacije, Gugić imenuje komesare Simu Dubajića i Ivana Bokeža, te zapovjednika čete Nikolu Maršića.
Simo Dubajić je naposljetku o poslijeratnim zločinima jugokomunista u Sloveniji progovorio i za televiziju. Izjavio je da je i sam sudjelovao u masovnim smaknućima, imenujući neke od supočinitelja. Javno se je pokajao za zlodjela koja je počinio.
Partijski sekretar slovenske OZNA-e Albert Svetina je nakon rata ocijenio da su na Kočevskom Rogu komunisti pobili najmanje 40.000 osoba.

## Okolnosti zločina
U svezi s ovim pokoljem je činjenica o dvojnoj zapovjednoj crti u partizanskoj paravojsci. Svaka postrojba i pojedini veći ratni pothvati koje su se provodili imali su dva zapovjedna lanca. Jednim je zapovijedao vojni zapovjednik koji je imao ograničenu samostalnost pri vođenu borbenih djelovanja. Druga linija zapovijedanja imala je na čelu tzv. političkog komesara. Taj je povjerenik Komunističke partije imao zadnju riječ kod donošenja svih bitnih vojnih odluka i bio je svima nadređena osoba u svakom pogledu. Na Kočevskom Rogu to je bila jedna osoba ženskog spola, kasnije jedna od najistaknutijih vođa komunističke Jugoslavije. Bila je nadređena Simi Dubajiću, a oboje su bili časnici 11. dalmatinske brigade 26. dalmatinske divizije u Sloveniji. Dubajić u svojoj knjizi tvrdi da je to bila Milka Planinc, kasnije jedna od vodećih rukovodilaca komunističke Jugoslavije; suočena s takvim optužbama, ona ih je 2007. godine odbacila.
Odluka o komesaru koji će biti nadređen Dubajiću donesena je, prema njegovom kazivanju, na pijanci najužeg vodstva Komunističke partije Jugoslavije na čelu s Titom u Ljubljani. Dubajić i ta komesarka su se za tu zadaću izborili dragovoljno. Nakon što su postavljeni, generalštab i njih dvoje su isplanirali svaku pojedinost pokolja do u tančine. Među pripadnicima 11. dalmatinske brigade izabrali su dragovoljce koji su bili voljni pobiti tolike ljude. Potom su ih poveli u prašumsko područje Kočevskog Roga. Za izvršenje je uključena jedna slovenska partizanska postrojba nepoznate designacije, koja je također podređena Dubajiću i komesarci. Pretpostavlja se da je njihova uloga bila u tome što su dobro poznavali skrivena mjesta pogodna za masovno ubijanje i skrivanje leševa, pa su odredili vodiče za ta mjesta.

## Ekshumacije
2006. godine izvršena je ekshumacija žrtava iz Jame Konfin, u kojoj je pronađeno 88 žrtava za koje se smatra da su onamo dovedene 1945. godine iz Ljubljanskog zatvora OZNA-e. Među njima je bilo 60 Slovenaca, 26 Hrvata i 2 Srbina
Od kolovoza 2019. slovenski su stručnjaci istražili jamu pod Macesnovo gorico (45°40′10″N 14°58′08″E / 45.6694°N 14.9690°E) na područja Kočevskog Roga, gdje su u lipnju 1945. partizani izvodili smaknuća, većinom pripadnika poraženih vojska. Od kolovoza do konca studenoga 2019. na površini 800 četvornih metara iskopalno je 3.000 prostornih metara materijala nasutog u jamu, te je na 20 metara dubine pronađen prvi sloj ostataka trupala. Za trupla koja su našli smatra se se da se radi o slovenskim domobranima koji su nakon rata u strahu od partizana i komunista pobjegli u Austriju, otkamo su ih iz logora Viktringa Britanci, kojima su se bili predali, izručili Jugoslaviji. Pojedini su živi bačeni. Oko jame pronađeno je 60 kg osobnih predmeta: križići i slike svetaca, dijelovi vojne opreme. Uz popise i količinu nađenih predmeta, procjenjuje se da su u jami ostatci 1.500 zarobljenih slovenskih domobrana, što ovo stratište čini do sada najvećim otkrivenim gubilištem ratnih zarobljenika Slovenske narodne vojske u Kočevskom Rogu. Smatra se da su počinitelji likvidacije slovenskih domobrana bile sigurnosne jedinice KNOJ-a (svojevrsna vojna policija Jugoslavenske armije),  za čije su djelovanje uz Josipa Broza Tita bili odgovorni i slovenski partijski i vojni čelnici Edvard Kardelj, Boris Kidrič, te poratni šef slovenske UDBA-e Ivan Maček “Matija”, Kardeljev šurjak.
U kolovozu 2020. istražena je još jedna masovna grobnica otkrivena koncem svibnja 2020. godine na osnovi uočena odstupanja na jednom od zemljovida. Mjesto ubojstva je tzv. ponor 3, dubok 14 metara. Pronašli su ju slovenski speleolozi u blizini stare partizanske bolnice. Prema preliminarnim antropološkim analizama otkrivenih ostataka i predmeta, bilo je oko oko 250 žrtava, većinom civila. Ubijeni su jeseni 1945. godine, svi u jednom danu. Među žrtvama je najviše jedna, a ne više od 5 žena. Sve žrtve su mlađe dobne skupine, uglavnom u ranim 20-ima. Više od stotinjak žtrava bilo je u dobi između 15 i 17 godina. Žrtve su sa sobom imale skromne osobne predmete: krunice, svete slike, češljeve, ogledala, žlice... i pronađeno je oko 400 gumba. Pronađena je velika količina streljiva u špilji i na njenom rubu, iz čega se izvodi zaključak da su pogubljeni na rubu špilje. Žrtve su vidjele ubojstva i jamu u koju će ih baciti. Iz analize ulaznih i izlaznih rana, sve na lubanjama, utvrdilo se da su ubijeni automatskim oružjem. Kako bi egzekutori osigurali da nitko ne preživi smaknuća, bacili su u jamu i više ručnih bombi, te su ondje pronađeni šrapneli najmanje šest ručnih bomba i nekoliko neeksplodiranih ubojnih sredstava. Ubijene u špilji su vjerojatno zatvorenici prekrivali šljunkom i stijenama. Ni ti zatvorenici nisu preživjeli, nego su ubijeni nakon što su obavili posao zatrpavanja, što se vidi po pronađenim posmrtnim ostatcima na slojevima šljunka i stijena. Prema slovenskoj policiji, iz proučenih podataka i svjedočenja o partizanskoj aktivnosti u ovom kraju, za pokolj je kriva zloglasna jugoslavenska tajna policija OZNA i njeni operativni krak KNOJ. Slovensko izvješće potvrđuje prije napravljenu znanstvenu analizu povjesničara Williama Klingera iz njegove knjige "Teror narodu. Povijest OZNE, Titove političke policije", gdje je ubicirao mjesto pokolja točno na tom mjestu.

## Vanjske poveznice
- Dom i Svijet, UBIJANJA U KOČEVSKOM ROGU
- "Život, greh i kajanje", Savo Gregović, 24. ožujka 2015., "Novosti"
- [neaktivna poveznica], povodom smrti Simo Dubajića[neaktivna poveznica]
- Hakave
- Slobodna Dalmacija
- Slobodna Dalmacija 12.rujna 1999
- (slov.) Muzej Baza 20
- (slov.) O pokolima u Kočevskim Rogu  Arhivirana inačica izvorne stranice od 18. lipnja 2008. (Wayback Machine)